# Китайская классификация психических расстройств
Кита́йская классифика́ция психи́ческих расстро́йств (англ. Chinese Classification of Mental Disorders, CCMD, кит. трад. 中國精神疾病分類方案與診斷標準, упр. 中国精神疾病分类方案与诊断标准, пиньинь zhōngguó jīngshén jíbìng fēnlèi fāng'àn yǔ zhěnduàn biāozhǔn) — клиническое руководство, используемое в Китае для диагностики психических расстройств. Публикуется крупнейшей организацией психиатров Китая — китайским обществом психиатров (кит. упр. 中华医学会精神病学分会). Последняя версия классификатора — CCMD-3, написанная на китайском и английском языках.

## Структура
По своей структуре классификатор схож с МКБ и DSM, но включает в себя некоторые вариации основных диагнозов и культурно-обусловленные диагнозы.
Описанные в CCMD-3 диагностические категории, являющиеся более характерными для китайской или азиатской культуры, включают в себя:
- 22.2. Психоз путешествия (кит. 旅途性精神病)
- 42.1 Цигун-индуцированное психическое расстройство (кит. трад. 氣功所致精神障礙, упр. 气功所致精神障碍). Также известное как Цзоухожумо (кит. 走火入魔) или отклонение цигун (кит. трад. 氣功偏差, упр. 气功偏差) — восприятие неконтролируемого потока ци в организме у практикующих цигун
- 42.2 Психические расстройства, связанные с колдовством (кит. трад. 巫術所致精神障礙, упр. 巫术所致精神障碍)
- 42.3. Коро (кит. трад. 恐縮癥, упр. 恐缩症) — культуральный синдром, при котором наблюдается страх западения половых органов в тело (например, в брюшную полость)
- 42.9 Другие или неуточнённые психические расстройства, связанные с культурой (кит. трад. 其他或待分類的與文化相關的精神障礙, упр. 其他或待分类的与文化相关的精神障碍)
- 43.5 Шэнцзин шуайжо (кит. трад. 神經衰弱, упр. 神经衰弱) — культуральный синдром, аналог неврастении

В CCMD-3 сохранена диагностическая категория «истерия» (В МКБ-10 её аналог — диссоциативные (конверсионные) расстройства):
- 40 Истерия (кит. трад. 癔癥, упр. 癔症)
- 40.1 Истерическое психическое расстройство (кит. трад. 癔癥性精神障礙, упр. 癔症性精神障碍)
- 40.11 Истерическая амнезия (кит. трад. 癔癥性遺忘, упр. 癔症性遗忘)
- 40.12 Истерическая фуга (кит. трад. 癔癥性漫游, упр. 癔症性漫游 )
- 40.13 Истерическое расстройство идентичности (кит. трад. 癔癥性身份識別障礙, упр. 癔症性身份识别障碍)
- 40.14 Истерический психоз (кит. трад. 癔癥性精神病, упр. 癔症性精神病). Аналог в МКБ-10 — F28 Другие неорганические психотические расстройства
- 40.141 Истерическое расстройство одержимости (кит. трад. 癔癥性附體障礙, упр. 癔症性附体障碍)
- 40.142 Истерический ступор (кит. трад. 癔癥性木僵, упр. 癔症性木僵)
- 40.2 Истерическое соматическое расстройство (кит. трад. 癔癥性軀體障礙, упр. 癔症性躯体障碍)
- 40.21 Истерические двигательные расстройства (кит. трад. 癔癥性運動障礙, упр. 癔症性运动障碍)
- 40.22 Истерические конвульсии (кит. трад. 癔癥性抽搐發作, упр. 癔症性抽搐发作)
- 40.23 Истерические чувственные расстройства (кит. трад. 癔癥性感覺障礙, упр. 癔症性感觉障碍)
- 40.3 Смешанное истерическое и сомато-психическое расстройство (кит. трад. 混合性癔癥軀體—精神障礙, упр. 混合性癔症躯体—精神障碍)
- 40.9 Другая или неуточнённая истерия (кит. трад. 其他或待分類癔癥, упр. 其他或待分类癔症)
- 40.92 Транзиторное истерическое расстройство, возникающее в детском и подростковом возрасте (кит. трад. 見于童年和青少年的短暫的癔癥性障礙, упр. 见于童年和青少年的短暂的癔症性障碍)

## История
История изданий классификатора:
- 1979 — CCMD. Первая версия.
- 1981 — CCMD-1
- 1984 — CCMD-2
- 1995 — CCMD-2-R (R — англ. revised, пересмотренный)
- 2001 — CCMD-3